# Kup Nogometnog saveza Županije Splitsko-dalmatinske 2018./19.
Kup Nogometnog saveza Županije Splitsko-dalmatinske za sezonu 2018./19. se igra u proljetnom dijelu sezone. Pobjednik i finalist natjecanja stječu pravo nastupa u pretkolu Hrvatskog kupa u sezoni 2019./20. 

Natjecanje je osvojla momčad Hrvaca.

## Sudionici
U natjecanju sudjeluje 38 klubova, prikazani prema pripadnosti ligama u sezoni 2018./19.
| 2. HNL (II.) - Dugopolje, Dugopolje - Solin, Solin 3. HNL – Jug (III.) - Croatia – Zmijavci - Hrvace – Hrvace - Imotski – Imotski - Junak – Sinj - Kamen – Ivanbegovina, Podbablje - Primorac – Stobreč, Split - Urania – Baška Voda - Uskok – Klis | 1. ŽNL Splitsko-dalmatinska (IV.) - GOŠK – Kaštel Gomilica, Kaštela - Jadran – Kaštel Sućurac, Kaštela - Jadran – Tučepi - Mladost – Donji Proložac, Proložac - Omiš – Omiš - Omladinac – Vranjic, Solin - Orkan – Dugi Rat - OSK Otok – Otok - Poljičanin 1921 – Srinjine, Split - Postira-Sardi – Postira - Sloga – Mravince, Solin - Val – Kaštel Stari, Kaštela - Vinjani – Donji Vinjani, Imotski - Zmaj – Makarska | 2. ŽNL Splitsko-dalmatinska (V.) - Adriatic – Split - Čaporice-Trilj – Čaporice, Trilj - Jadran – Supetar - Mračaj – Runović, Runovići - Tekstilac – Sinj - Trilj 2001 – Trilj - Trogir 1912 – Trogir - Vrlika – Vrlika Hvarska liga (VI.) - Hvar – Hvar - Jadran – Stari Grad - Levanda – Velo Grablje, Hvar - Varbonj – Vrbanj, Stari Grad - Vatra – Poljica, Jelsa - Vrisnik – Vrisnik, Jelsa |

Klubovi koji su oslobođeni nastupa zbog dovoljnog koeficijenta za Hrvatski nogometni kup, u kojem nastupaju od šesnaestine završnice: 
1. HNL (I.)
- Hajduk – Split

3. HNL – Jug (III.)
- Split – Split

## Rezultati

### Prvi krug
Također navedeno i kao Pretkolo, 1. kolo, 1/32 finala, 1/32F)
 
Termini održavanja utakmica 9. i 10. veljače 2019.

| par                                 | rez. | napomene |
| ----------------------------------- | ---- | -------- |
| Jadran Supetar – Vrisnik            | 5:4  |          |
| Trogir 1912 – Vatra Poljica         | 10:0 |          |
| Hvar – Adriatic Split               | 2:1  |          |
| Vrlika – Trilj 2001                 | 3:0  |          |
| Tekstilac Sinj – Čaporice-Trilj     | 5:4  |          |
| Val Kaštel Stari – Varbonj (Vrbanj) | 0:2  |          |

### Šesnaestina završnice
Također navedeno i kao 2. kolo, 1/16 finala, 1/16F) 
 
Termini održavanja utakmica 9. i 10. veljače 2019.
| par                                          | rez. | napomene |
| -------------------------------------------- | ---- | -------- |
| Sloga Mravince – Jadran Stari Grad           | 3:1  |          |
| GOŠK Kaštel Gomilica – Dugopolje             | 7:6  |          |
| Omiš – Primorac Stobreč                      | 5:6  |          |
| Jadran Kaštel Sućurac – Varbonj (Vrbanj)     | 3:0  |          |
| Vrlika – Junak Sinj                          | 1:6  |          |
| Tekstilac Sinj – Hrvace                      | 1:7  |          |
| Vinjani (Donji Vinjani) – Imotski            | 0:3  |          |
| Uskok Klis – Levanda Velo Grablje            | 14:0 |          |
| Trogir 1912 – Orkan Dugi Rat                 | 1:0  |          |
| Postira-Sardi – Solin                        | 0:3  |          |
| Omladinac Vranjic – Poljičanin 1921 Srinjine | 5:3  |          |
| OSK Otok – Kamen Ivanbegovina                | 5:4  |          |
| Mračaj Runović – Zmaj Makarska               | 6:4  |          |
| Jadran Tučepi – Croatia Zmijavci             | 1:3  |          |
| Mladost Donji Proložac – Urania Baška Voda   | 2:1  |          |
| Jadran Supetar – Hvar                        | 1:3  |          |

### Osmina završnice
Također navedeno i kao 3. kolo, 1/8 finala, 1/8F) 
 
Termini održavanja utakmica 13. ožujka 2019.
| par                                      | rez.           | napomene                                         |
| ---------------------------------------- | -------------- | ------------------------------------------------ |
| Uskok Klis – Croatia Zmijavci            | 0:3            |                                                  |
| Sloga Mravince – Mračaj Runović          | 5:2            |                                                  |
| Solin – OSK Otok                         | 3:1            |                                                  |
| Omladinac Vranjic – Imotski              | 2:0            |                                                  |
| Hvar – GOŠK Kaštel Gomilica              | 0:2            |                                                  |
| Junak Sinj – Trogir 1912                 | 3:0            |                                                  |
| Mladost Donji Proložac – Hrvace          | 0:0 (2:4 11 m) | "Hrvace" prošle boljim izvođenjem jedanaesteraca |
| Primorac Stobreč – Jadran Kaštel Sućurac | 0:3            |                                                  |

### Četvrtzavršnica
Također navedeno i kao 4. kolo. 
 
Termini održavanja utakmica 17. travnja 2019.

| par                                       | rez.           | napomene                                         |
| ----------------------------------------- | -------------- | ------------------------------------------------ |
| Junak Sinj – Sloga Mravince               | 3:2            |                                                  |
| Jadran Kaštel Sućurac – Omladinac Vranjic | 0:0 (4:3 11 m) | "Jadran" prošao boljim izvođenjem jedanaesteraca |
| Hrvace – Croatia Zmijavci                 | 1:1 (5:4 11 m) | "Hrvace" prošle boljim izvođenjem jedanaesteraca |
| Solin – GOŠK Kaštel Gomilica              | 6:0            |                                                  |

### Poluzavršnica
Termini održavanja utakmica 21., 22. i 28. svibnja 2019.
| par                            | rez.           | napomene                                         |
| ------------------------------ | -------------- | ------------------------------------------------ |
| Solin – Junak Sinj             | 3:0            | [ 9 ] [ 10 ]                                     |
| Hrvace – Jadran Kaštel Sućurac | 1:1 (5:4 11 m) | "Hrvace" prošle boljim izvođenjem jedanaesteraca |

### Završnica
| mjesto završnice            | datum           | domaćin | rez.           | gost   |                         |
| --------------------------- | --------------- | ------- | -------------- | ------ | ----------------------- |
| Solin, Stadion pokraj Jadra | 6. lipnja 2019. | Solin   | 1:1 (3:5 11 m) | Hrvace | "Hrvace" pobjednik kupa |

## Unutrašnje poveznice
- Kup Nogometnog saveza Županije Splitsko-dalmatinske
- 1. ŽNL Splitsko-dalmatinska 2018./19.
- 2. ŽNL Splitsko-dalmatinska 2018./19.
- Hvarska nogometna liga 2018./19.

## Vanjske poveznice
- Nogometni savez županije Splitsko-Dalmatinske